# Heinrich von Ahlefeldt
Heinrich (Henrik) von Ahlefeldt (* 1592; † 1674) war Herr der Adligen Güter Lehmkuhlen, Lindau, Glasau und Herr des Schlosses Heiligenstedten.

## Leben
Seine erste Frau war Anna geb. von Rantzau (1614–1644), die Tochter von Detlev von Rantzau (1577–1639) und dessen Frau Dorothea geb. von Ahlefeldt (1586–1647) die er 1630 heiratete. Mit ihr hatte von Ahlefeldt zwei Kinder, Benedikt (1631–1696) und Detlev (1633–1667). Nach ihrem Tod heiratete er 1646 Margarethe, ebenfalls eine geb. von Ahlefeldt (nach 1612–1691), mit der er eine Tochter und einen Sohn hatte. Heinrich von Ahlefeldt war Träger des Dannebrog-Ordens und wurde am 25. November 1648 im Kopenhagener Schloss durch den König Friedrich III. von Dänemark und Norwegen mit dem Elefanten-Orden ausgezeichnet.